# Svenja Ilona Hahn
Svenja Ilona Hahn (Hamburg, 25 de juliol del 1989) és una política alemanya del Partit Democràtic Lliure, eurodiputada des del 2019. És membre de la Comissió de Mercat Interior i Protecció del Consumidor del Parlament Europeu. Forma part de la delegació del Parlament per a les relacions amb els països del sud-est asiàtic i l'ASEAN, així com de l'Intergrup sobre Drets LGBTI i l'Intergrup sobre Mars, Rius, Illes i Zones Costaneres. Fou presidenta de la Joventut Liberal Europea (LYMEC) entre el 2018 i el 2020.